# Barbara Kapusta
Barbara Kapusta (* 1983 in Lilienfeld, aufgewachsen in St.Pölten, Niederösterreich) ist eine österreichische bildende Künstlerin.

## Leben und Werk
Barbara Kapusta studierte von 2004 bis 2010 an der Akademie der bildenden Künste Wien, u. a. bei Peter Kogler und Constanze Ruhm. Anschließend besuchte sie das Centro Nacional de las Artes in Mexiko-Stadt.
Die Künstlerin arbeitet in vielen Techniken, zum Beispiel Fotografie, Film, Installation, Objektkunst und Text. Sie ist in zahlreichen internationalen Ausstellungen, Museen und Sammlungen, z. B. im Museum Moderner Kunst Stiftung Ludwig Wien, der Landessammlung Niederösterreich, der Fotosammlung des Bundes in Wien, der Österreichischen Galerie Belvedere und der Gesellschaft der Freunde der Bildenden Künste Wien vertreten.
Barbara Kapusta hat einen Lehrauftrag an der Akademie der bildenden Künste Wien, Institut für bildende Kunst, Fachbereich Kunst und digitale Medien.
2017 erhielt die Künstlerin den Anerkennungspreis des Niederösterreichischen Kulturpreises. 2020 wurde sie mit dem Otto-Mauer-Preis ausgezeichnet.
Barbara Kapusta wurde am 4. Oktober 2021 zur Vizepräsidentin der Wiener Secession gewählt und arbeitet dort im Team mit Präsidentin Ramesch Daha und Vizepräsident Jun Yang.
Barbara Kapusta lebt und arbeitet in Wien.

## Ausstellungen (Auswahl)
- 2014: Selbstauslöser, Museum der Moderne Salzburg
- 2014: Barbara Kapusta & Franz West, Galerija Vartai, Vilnius, Litauen
- 2014: The Collection 4, Belvedere 21, Wien
- 2017: Empathic Creatures, Companion Forms, Austrian  Cultural Forum Tokyo
- 2017: Empathic Creatures, Edition für Berlin Art
- 2019: Dangerous Bodies, Kunstraum London
- 2019: Hysterical Mining, Kunsthalle Wien
- 2019: MAK DESIGN LABOR, Museum für angewandte Kunst (Wien)
- 2019: On the New, Belvedere 21, Wien
- 2020: Hypersurface, ACF London,
- 2020: Now!, Bank Austria Kunstforum Wien
- 2020: FIRST PERSON PLURAL, Kunsthalle Osnabrück
- 2021: The Leaking Bodies Series, Galerie Gianni Manhattan, Wien[2]
- 2021: Union, Jesuitenfoyer, Wien
- 2021: Enjoy, museum moderner kunst stiftung ludwig wien, Vienna
- 2021: Avantgarde and Gegenwart, Belvedere 21
- 2021: Europa Antike Zukunft, Halle für Kunst Steiermark, Graz
- 2022: Lo(l) – Embodied Language, Kunsthaus Hamburg
- 2022: Futures, Kunsthalle Bratislava
- 2022: The Palace of Concrete Poetry Writers’ House of Georgia, Tbilisi
- 2022: LET YOUR ( ) DO THE TALKING, Neuer Aachener Kunstverein
- 2023: Words Don´t Go There, Kunstverein Braunschweig
- 2024:  Decolonising Malta: Polyphony Is Us, maltabiennale

## Auszeichnungen
- 2023: Medienkunstpreis der Stadt Wien[3]
- 2020: Otto-Mauer-Preis[4][5]
- 2017: Niederösterreichischer Kulturpreis (Anerkennungspreis Bildende Kunst)

## Bücher
- Fragiles, Herausgeber Gianni Manhattan, Wien, 2023, ISBN 978-3-9504394-3-4.
- The 8 and the Fist, Herausgeber Gianni Manhattan, Wien, 2017, ISBN 978-3950439403.
- Dangerous Bodies, Herausgeber Gianni Manhattan, Wien, 2019,  ISBN 978-3950439427.
- Futures, contributions by Barbara Kapusta, Jen Kratochvil, Sophie Lewis, Legacy Russell, ed. by Denisa Tomková/Kunsthalle Bratislava, 2022